# Beautiful Life (Ace of Base-dal)
A Beautiful Life című dal a svéd Ace of Base 2. kimásolt kislemeze a The Bridge című albumról, mely 1995. október 20-án jelent meg. Észak-Amerikában az első kimásolt kislemez volt az albumról, és a második a Lucky Love című dal.

## Előzmények
A dalt 1994. január 1-én Jonas Berggren írta, aki akkor a Kanári-szigeteken nyaralt. Akkortájt a The Sign az első helyezést érte el a Billboard Hot 100-as listán, ami ihletet adott a dalhoz, így későtájt hazafelé tartva Berggren hallott néhány akkordot, amit zümmögni kezdett. Ezt gyorsan le kellett jegyezni, hogy ne felejtse el. A dalba templomi zenei akkordokat és hangokat illesztett bele, és egy négy tagú női együttes énekét is belevitték a dalba, melyet Denniz Pop készített.
A dal világszerte sikeres volt, így a Billboard Hot 100-as listán a 15. helyéig jutott. Az Egyesült Királyság kislemezlistáján 1995 decemberében szintén a 15. helyet célozta meg. Finnországban a 3. helyezést érte el, míg a Billboard Hot Dance Club Play listán az 1. helyezést érte el.

## Kritikák
A Music & Media című magazin az alábbiakat írta: A hyper kinetik ritmus horrorisztikusan magához ragadja az embert, még mielőtt azt észrevenné, már vége is.
A Spin magazin azt írta az albumról, hogy az Ace of Base valódi géniusza az, hogy olyan szomorú hangot kelt, mely átkozottul vonzó, és ennek eredményeképpen még mindig a Beautiful Life című dal a "vidáman szép az élet" életérzést kelti az emberekben.
A Cashbox magazin így fogalmazott: A 90-es évek "Abbájának" a The Bridge című album máris készen áll a Top 10-es slágerlistás helyezésre, és követve a The Sign című korábbi albumról kimásolt slágerek sikerességét.

## Videóklip
A klipet Richard Heslop rendezte, aki később a Never Gonna Say I'm Sorry című videóklipet is. Egyesült Államokban a VH1 zenecsatorna szerint az Arista Records ragaszkodott ahhoz, hogy a videóban látható számítógép buborékokat eltávolítsák, ami késsé furcsa kinézetű videót eredményezett. Európában a videóklip mindkét verzió megjelent, és két több remix videó is napvilágot látott. A VH1 1998-ban megjelentette a videóklip Pop-Up videó változatát.

## Megjelenések
CD Maxi-Single  US  Arista – 07822-12918-2
1. Beautiful Life (Single Version) 3:40
2. Beautiful Life (12" Extended Version) 5:48
3. Beautiful Life (Junior's Circuit Bump Mix) 8:22 Engineer [Mix] – P. Dennis, Mitchell*, Producer [Post Production], Remix – Junior Vasquez, Programmed By – Gomi
4. Beautiful Life (Vission Lorimer Club Mix) 7:02 Producer [Additional Production], Remix – Pete Lorimer And Richard "Humpty" Vission*
5. Beautiful Life (Lenny B's House Of Joy Club Mix) 6:56 Producer [Post Production], Remix – Lenny Bertoldo, Marc "DJ Stew" Pirrone*
6. Beautiful Life (Uno Clio Mix) 8:21 Remix – Uno Clio

## Slágerlista

### Heti összesítések
| Slágerlista (1995–1996)               | Legjobb helyezések |
| ------------------------------------- | ------------------ |
| Ausztrália (ARIA)                     | 11                 |
| Ausztria (Ö3 Austria Top 40)          | 24                 |
| Belgium (Ultratop 50 Flanders)        | 15                 |
| Belgium (Ultratop 50 Wallonia)        | 13                 |
| Canada (RPM)                          | 3                  |
| Canada Dance (RPM)                    | 1                  |
| Europe European Hot 100 Singles       | 9                  |
| Europe Eurochart Hot 100              | 38                 |
| Finnország (Singlet Top 20)           | 3                  |
| Franciaország (Single Top 100)        | 10                 |
| Németország (Media Control Charts)    | 20                 |
| Iceland (Íslenski Listinn Topp 40)    | 26                 |
| Ireland (IRMA)                        | 12                 |
| MTV Europe                            | 8                  |
| Hollandia (Top 40)                    | 34                 |
| Új-Zéland (Recorded Music NZ)         | 44                 |
| Scotland (Official Charts Company)    | 12                 |
| Svédország (Sverigetopplistan)        | 22                 |
| Svájc (Schweizer Hitparade)           | 33                 |
| Egyesült Királyság (UK Singles Chart) | 15                 |
| US Billboard Hot 100                  | 15                 |
| US Billboard Top 40 Mainstream        | 10                 |
| US Billboard Rhythmic Top 40          | 18                 |
| US Billboard Hot Dance Club Play      | 1                  |
| US Cash Box                           | 10                 |

### Év végi összesítések
| Slágerlista (1996)       | Helyezések |
| ------------------------ | ---------- |
| Australia (ARIA)         | 65         |
| Canada Top Singles (RPM) | 59         |
| Canada Dance (RPM)       | 12         |
| U.S. Billboard Hot 100   | 94         |

## Minősítések
| Ország            | Minősítés | Eladások |
| ----------------- | --------- | -------- |
| Ausztrália (ARIA) | Arany     | 35.000   |